# سن-لن-لورانتید، کبک
سن-لن-لورانتید (به فرانسوی: Saint-Lin–Laurentides) شهرکی در منطقه شهری مونکالم ناحیه لانودییر در استان کبک کانادا است. در سرشماری سال ۲۰۱۱ این شهرک ۱۳٬۶۵۲ نفر جمعیت داشته‌است و مساحت آن ۱۱۷٫۵۲ کیلومتر مربع است.